# Die Zauberkunst
| Die Zauberkunst              | Die Zauberkunst                         |
| ---------------------------- | --------------------------------------- |
| Erscheinungsland             | Deutschland                             |
| Herausgeber                  | Ernst Heimeran Verlag, München          |
| Ersch.Jahr                   | 1954                                    |
| Aufmachung                   | gebunden mit Schutzumschlag             |
| Illustrationen               | s/w Abbildungen und 16 Kunstdrucktafeln |
| Sprache(n)                   | Deutsch                                 |
| Seitenumfang                 | 138                                     |
| Thema                        | Geschichte der Zauberkunst              |
| ISBN                         | ohne, KVK Normeintrag (DE-588)106064274 |
| Autor                        |                                         |
| Carl Graf von Klinckowstroem |                                         |

Die Zauberkunst – Meister, Geschichte, Tricks ist der Titel eines der grundlegenden Bücher zum Verständnis und zum Erlernen der Kunst des Zauberns.

## Inhalt
Das von Carl Graf von Klinckowstroem verfasste Buch zeigt in Wort und Bild die Historie und Entwicklungsgeschichte der Zauberkunst auf. Speziell die Kapitel „Geister auf der Zauberbühne“ und „Von Bühnen-Hellsehern“ tragen wesentlich zum Verständnis für die Zauberkunst als darstellende Kunst, da hier zwischen Mystik und angewandter Tricktechnik genau unterschieden. Unter anderem geht Klinckowstroem detailliert auf die Vorführungen des Hellsehers Erik Jan Hanussen ein. 
Das Buch erlebte mehrere Auflagen.

## Buchbesprechung
- Magie, Organ des Magischen Zirkels von Deutschland, Heft 11, 1954, Seite 322

## Die Kapitel
- Alter Menschheitstraum
- Die großen Meister
- Die Enthauptung
- Der Schuss ins Leere
- Kleinzauberei
- Kartenkünste
- Trick-Automaten
- Geister auf der Zauberbühne
- Von Bühnen-Hellsehern
- Fakirkünste
- Gehirnakrobaten

## Ausgaben/Auflagen
- 1. Ausgabe 1954 siehe Infobox
- 2. Auflage 1968, Deutscher Taschenbuch Verlag, München

Die Taschenbuchausgabe ist im Text ungekürzt.